# Tennistoernooi van Peking 2017
|                                          |  |                                     |
| Caroline Garcia, winnares bij de vrouwen |  | Rafael Nadal, winnaar bij de mannen |

Het tennistoernooi van Peking van 2017 werd van zaterdag 30 september tot en met zondag 8 oktober 2017 gespeeld op de hardcourtbanen van het China National Tennis Center, in het olympisch park van de Chinese hoofdstad Peking. De officiële naam van het toernooi was China Open.
Het toernooi bestond uit twee delen:
- WTA-toernooi van Peking 2017, het toernooi voor de vrouwen
- ATP-toernooi van Peking 2017, het toernooi voor de mannen

## Toernooikalender
| Peking            | september | oktober 2017 | oktober 2017 | oktober 2017 | oktober 2017 | oktober 2017 | oktober 2017 | oktober 2017 | oktober 2017 | oktober 2017 | oktober 2017 |
| Peking            | zat 30    | zon 1        | maa 2        | maa 2        | din 3        | woe 4        | woe 4        | don 5        | vrĳ 6        | zat 7        | zon 8        |
| ----------------- | --------- | ------------ | ------------ | ------------ | ------------ | ------------ | ------------ | ------------ | ------------ | ------------ | ------------ |
| vrouwenenkelspel  | 1e ronde  | 1e ronde     | 1e ronde     | 2e ronde     | 2e ronde     | 2e ronde     | 3e ronde     | 3e ronde     | kwartfinale  | halve finale | finale       |
| vrouwendubbelspel | 1e ronde  | 1e ronde     | 1e ronde     | 1e ronde     | 2e ronde     | 2e ronde     | 2e ronde     | kwartfinale  | kwartfinale  | halve finale | finale       |
| mannenenkelspel   |           |              | 1e ronde     | 1e ronde     | 1e ronde     | 2e ronde     | 2e ronde     | 2e ronde     | kwartfinale  | halve finale | finale       |
| mannendubbelspel  |           |              | 1e ronde     | 1e ronde     | 1e ronde     | 2e ronde     | 2e ronde     | 2e ronde     | halve finale | halve finale | finale       |

ATP-toernooi van Peking‎ – WTA-toernooi van Peking/Shanghai

2000 · 2001–2003 · 2004 · 2005 · 2006 · 2007 · 2008 · 2009 · 2010 · 2011 · 2012 · 2013 · 2014 · 2015 · 2016 · 2017 · 2018 · 2019 · 2020–2022 · 2023 · 2024